# قطعنامه ۱۱۳۷ شورای امنیت
قطعنامه  ۱۱۳۷ شورای امنیت سازمان ملل متحد که در تاریخ ۱۲ نوامبر ۱۹۹۷ تصویب شد، سندی بین‌المللی دربارهٔ بررسی وضعیت میان عراق و کویت است. این قطعنامه طی نشست ۳۸۲۶ام با ۱۵ رای موافق، ۰ مخالف و ۰ ممتنع تصویب شد.